# Stanisław Senft
Stanisław Antoni Senft (ur. w 1944 w Warszawie, zm. 14 kwietnia 2021 w Opolu) – polski historyk, doktor habilitowany nauk humanistycznych, nauczyciel akademicki, dyrektor Instytutu Śląskiego w Opolu, specjalista w zakresie historii najnowszej Polski i Śląska.

## Życiorys
Urodził się w 1944 roku w Warszawie, ale już w dzieciństwie przeprowadził do Opola, gdzie osiadł na stałe. Ukończył studia historyczne na Wyższej Szkole Pedagogicznej w Opolu. Uzyskał stopień naukowy doktora. W 1996 na Wydziale Nauk Społecznych Uniwersytetu Śląskiego w Katowicach na podstawie dorobku naukowego oraz monografii pt. Gospodarcze i społeczne skutki polityki uprzemysłowienia Śląska Opolskiego w latach 1950–1955 nadano mu stopień naukowy doktora habilitowanego nauk humanistycznych w dyscyplinie historia w specjalności historia najnowsza.
Był wykładowcą Politechniki Opolskiej i Uniwersytetu Opolskiego oraz dyrektorem Instytutu Śląskiego w Opolu.

## Odznaczenia
- Złoty Krzyż Zasługi (dwukrotnie)[5]